# Rites (Absil)
Rites, op. 79 is een compositie voor harmonieorkest van Jean Absil. Hij heeft het stuk geschreven voor het Groot Harmonieorkest van de Belgische Gidsen te Brussel. Met deze compositie trad Absil in de voetsporen van zijn twee leermeesters Paul Gilson en Florent Schmitt. 
Deze suite bestaat uit drie delen: Begroeting van de Dageraad (Pour saluer l'auror), Bezwering van de Geesten (Pour conjurer les Esprits) en Viering van de Zon (Pour fêter le Soleil).
Het werk werd in 1991 op compact disc opgenomen door het Groot Harmonieorkest van de Belgische Gidsen. 